# Nikos Charalampous (1948)
Nikos Charalampous (in greco: Νίκος Χαραλάμπους; 1948 – 31 marzo 2021) è stato un calciatore cipriota, di ruolo centrocampista.